# Li Xuanxu
Li Xuanxu (李玄旭T, Lǐ XuánxùP; Zhuzhou, 5 febbraio 1994) è una nuotatrice cinese.

## Palmarès
- Giochi olimpici

Londra 2012: bronzo nei 400m misti.
- Mondiali

Shanghai 2011: bronzo nei 1500m sl.
- Mondiali in vasca corta

Dubai 2010: bronzo nei 400m misti.
- Giochi asiatici

Canton 2010: oro negli 800m sl e argento nei 400m misti.
- Universiadi

Gwangju 2015: argento nella 4x200m sl.